# Trugny
Trugny és un municipi francès, situat al departament de la Costa d'Or i a la regió de Borgonya - Franc Comtat. L'any 2007 tenia 116 habitants.

## Demografia

### Població
El 2007 la població de fet de Trugny era de 116 persones. Hi havia 48 famílies, de les quals 16 eren unipersonals (16 homes vivint sols), 20 parelles sense fills, 4 parelles amb fills i 8 famílies monoparentals amb fills.
La població ha evolucionat segons el següent gràfic:
Habitants censats

### Habitatges
El 2007 hi havia 66 habitatges, 55 eren l'habitatge principal de la família, 6 eren segones residències i 6 estaven desocupats. 64 eren cases i 2 eren apartaments. Dels 55 habitatges principals, 44 estaven ocupats pels seus propietaris, 9 estaven llogats i ocupats pels llogaters i 2 estaven cedits a títol gratuït; 5 tenien dues cambres, 8 en tenien tres, 20 en tenien quatre i 21 en tenien cinc o més. 38 habitatges disposaven pel capbaix d'una plaça de pàrquing. A 14 habitatges hi havia un automòbil i a 27 n'hi havia dos o més.

### Piràmide de població
La piràmide de població per edats i sexe el 2009 era:
| Homes | Edats   | Dones |
| ----- | ------- | ----- |
| 0     | 95 o +  | 4     |
| 0     | 90 a 94 | 0     |
| 0     | 85 a 89 | 0     |
| 0     | 80 a 84 | 4     |
| 8     | 75 a 79 | 8     |
| 0     | 70 a 74 | 0     |
| 4     | 65 a 69 | 0     |
| 0     | 60 a 64 | 4     |
| 0     | 55 a 59 | 0     |
| 8     | 50 a 54 | 4     |
| 8     | 45 a 49 | 8     |
| 0     | 40 a 44 | 8     |
| 0     | 35 a 39 | 0     |
| 8     | 30 a 34 | 4     |
| 8     | 25 a 29 | 4     |
| 4     | 20 a 24 | 4     |
| 4     | 15 a 19 | 8     |
| 4     | 10 a 14 | 0     |
| 0     | 5 a 9   | 0     |
| 4     | 0 a 4   | 0     |

## Economia
El 2007 la població en edat de treballar era de 71 persones, 60 eren actives i 11 eren inactives. De les 60 persones actives 57 estaven ocupades (32 homes i 25 dones) i 3 estaven aturades (1 home i 2 dones). De les 11 persones inactives 7 estaven jubilades, 2 estaven estudiant i 2 estaven classificades com a «altres inactius».

### Ingressos
El 2009 a Trugny hi havia 55 unitats fiscals que integraven 124 persones, la mediana anual d'ingressos fiscals per persona era de 16.810 €.

### Activitats econòmiques
Dels 3 establiments que hi havia el 2007, 2 eren d'empreses de construcció i 1 d'una empresa immobiliària.
L'únic servei als particulars que hi havia el 2009 era una fusteria.
L'any 2000 a Trugny hi havia 3 explotacions agrícoles.

## Poblacions més properes
El següent diagrama mostra les poblacions més properes.